# Imke Kessels
Imke Kessels (9 december 2003) is een voetbalspeelster uit Nederland. Ze speelt als aanvaller voor Borussia Mönchengladbach in de Tweede Bundesliga.

## Carrière
Imke Wessels kwam vanaf 2018 uit voor het onder 17 team van Borussia Mönchengladbach. In de seizoenen 2018/19 en 2019/20 kwam Wessels tot 55 wedstrijden waarin ze zeven keer tot scoren kwam.
Vanaf het seizoen 2022/23 ging Kessels onderdeel uitmaken van het onder 21 team van het nieuw opgerichte Fortuna Sittard. Ze kwam uit voor het Jong Fortuna Sittard team in de Vrouwen Eerste divisie.
Voorafgaande aan het seizoen 2023/24 keerde Kessels terug bij Borussia Mönchengladbach waarvoor ze onderdeel ging uitmaken van het eerste elftal. Op 19 augustus 2023 maakte Kessels haar debuut voor Mönchengladbach in een uitwedstrijd tegen Hamburger SV. In een thuiswedstrijd tegen SC Sand wist Kessels haar eerste doelpunt  te maken in de Tweede Bundesliga.
Op 5 maart 2024 verlengde Kessels haar contract bij Borussia Mönchengladbach met een jaar waardoor ze tot medio 2025 behouden blijft voor de club.

## Statistieken
| Seizoen | Club                     | Competitie        | Competitie | Competitie | Beker | Beker | Overig | Overig | Totaal | Totaal |
| Seizoen | Club                     | Competitie        | Wed.       | Dlp.       | Wed.  | Dlp.  | Wed.   | Dlp.   | Wed.   | Dlp.   |
| ------- | ------------------------ | ----------------- | ---------- | ---------- | ----- | ----- | ------ | ------ | ------ | ------ |
| 2023/24 | Borussia Mönchengladbach | Tweede Bundesliga | 24         | 1          | 1     | 0     | 0      | 0      | 25     | 1      |
| Totaal  | Totaal                   | Totaal            | 24         | 1          | 1     | 0     | 0      | 0      | 24     | 1      |

Bijgewerkt t/m 2 juni 2024.